# Soyaux
Soyaux /swaˈjo/ è un comune francese di 10 639 abitanti situato nel dipartimento della Charente, nella regione della Nuova Aquitania.

## Società

### Evoluzione demografica
Abitanti censiti

## Sport
La cittadina è sede del Soyaux, società di calcio femminile fondata nel 1968 e che nella sua storia sportiva ha militato quasi esclusivamente al primo livello del campionato nazionale conquistando il titolo di campione di Francia al termine della stagione 1983-1984.